# Salone della Pace (Versailles)

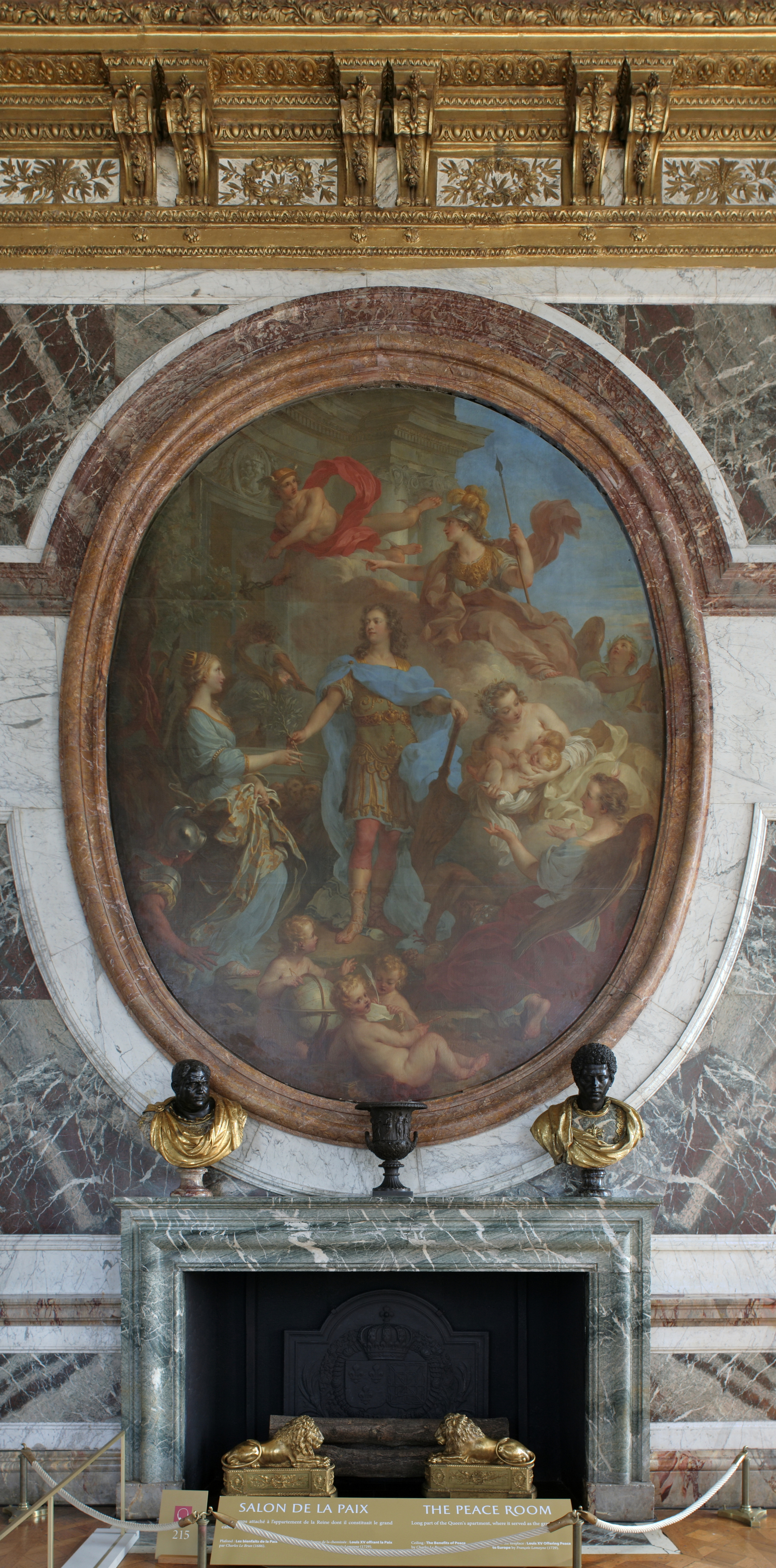
Luigi XV offre le sue due figlie per ottenere la pace in Europa di François Lemoyne.

Il Salone della Pace (in francese: Salon de la Paix) è una stanza del Grand appartement du roi nella Reggia di Versailles.
Questo salone, situato a sud della Galleria degli Specchi, funge da comunicazione tra i grand appartements e la galleria.

## Decorazioni
I muri della stanza sono ricoperti di marmo come nel Salone della Guerra, lasciando troneggiare le tinte del marmo Campano o il Serrancolino.
Il soffitto è composto di cinque dipinti:
- La Francia dona la pace all'Europa (centro)
- La Spagna accetta la pace
- L'Europa cristiana in pace
- La Germania accetta la pace
- L'Olanda accetta la pace

Sopra il camino della stanza in marmo campano verde si trova il dipinto di François Lemoyne raffigurante Luigi XV offre le sue due figlie per ottenere la pace in Europa, datato al 1729. Il giovane sovrano, dell'età di 19 anni, tiene tra le mani un ramo d'ulivo e porge le sue due figlie gemelle, Luisa Elisabetta e Anna Enrichetta, nelle mani della Fecondità e della Pietà. Sullo sfondo, la discordia si affanna invano di aprire le porte del tempio di Giano.